# Hell in a Cell (2016)
«Hell in a Cell» (2016) — щорічне pay-per-view шоу «Hell in a Cell», що проводиться федерацією реслінгу WWE. У цьому році участь брали лише бійці арени Raw. Шоу відбулося 30 жовтня 2016 року в Ті-Ді-Гарден у місті Бостон, штат Массачусетс, США. Це було восьме шоу в історії «Hell in a Cell». Вісім матчів відбулися під час PPV, один з них перед показом.